# Martin von Wagner

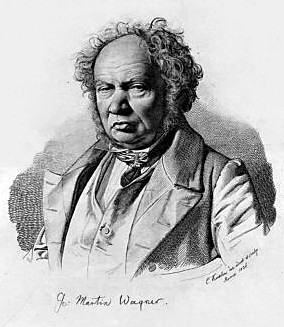
Johann Martin von Wagner 1836, teckning av Johann Martin Küchler.

Johann Martin (von) Wagner, född den 24 juni 1777 i Würzburg, död den 8 augusti 1858 i Rom, var en tysk målare och skulptör.
von Wagner studerade i Wien för Füger, målade klassiska ämnen (Hjältarna vid Troja och Gudarnas rådslag 1805 i slottet Schleissheim), var även skulptör och utförde inom donna konstart reliefen Folkvandringen för Walhalla vid Regensburg (1827–37) och Bavaria victrix med lejonspann på Siegestor i München. 
Under resor i Grekland inköpte von Wagner för Ludvig I Eginagrupperna, Barberinske faunen, en stor samling av vaser med mera. Hans beskrivning av Egineterna skaffade honom rykte som sin tids lärdaste konstnär. Han adlades 1825. Hans liv och verk behandlades i en monografi av Urlichs (1866).